# Council for East and Central Africa Football Associations
Das Council for East and Central Africa Football Associations (CECAFA; deutsch Rat der Ost- und Zentralafrikanischen Fußballverbände) ist ein regionaler Fußballverband der Confédération Africaine de Football. Ihm gehören elf Mitgliedsverbände aus Ost- und Zentralafrika an.
Präsident ist der Kenianer Nicholas Musonye. Hauptsitz ist Nairobi in Kenia.

## Geschichte
Das CECAFA wurde als ältester Regionalfußballverband Afrikas 1927 gegründet. Der erste Wettbewerb wurde von 1926 bis 1966 unter dem Namen „Gossage Cup“ ausgerichtet und vom gleichnamigen kenianischen Unternehmen gesponsert. Seit 1966 hieß die Ost- und Zentralafrikameisterschaft East and Central African Senior Challenge Cup, ehe er 1973 in CECAFA-Cup umbenannt wurde.

## Mitgliedsverbände
- Äthiopien
- Burundi
- Dschibuti
- Eritrea
- Kenia
- Ruanda
- Sansibar (kein FIFA Mitglied)
- Somalia
- Sudan
- Südsudan
- Tansania
- Uganda

## Wettbewerbe

### Männer
Nationalmannschaften
- CECAFA-Cup (seit 1973), Vorläufer: Gossage Cup (1926 bis 1966) und Challenge Cup (1967 bis 1971)
- U-20-CECAFA-Meisterschaft (seit 1971)
- U-18-CECAFA-Meisterschaft (seit 2023)
- U-17-CECAFA-Meisterschaft (seit 2007)
- U-15-CECAFA-Meisterschaft (seit 2019)
- CECAFA-Schul-Meisterschaft (seit 2023)

Klubs
- CECAFA Club Cup, auch als Kagame Inter-Club Cup bekannt (seit 1974)

### Frauen
Nationalmannschaften
- CECAFA Women’s Championship (ab 2016)
- CECAFA Women's U-20 Championship (seit 2021)
- CECAFA Women's U-18 Championship (seit 2023)
- CECAFA Women's U-17 Championship (seit 2019)
- CECAFA-Schul-Meisterschaft (seit 2023)

Klubs
- CECAFA Women's Champions League (seit 2021)